# 김진규 (2000년)
김진규(2000년 2월 7일 ~ )는 대한민국의 축구 선수로, 포지션은 공격수이다.